# Прокляття «Мері»
Прокляття «Мері» (англ. Mary) — американський фільм жахів 2019 року режисера Майкла Гої, знятий за сценарієм Ентоні Ясвінські. У ньому знімались Ґері Олдмен, Емілі Мортімер, Хлоя Перрін, Овен Тіг, Мануель Гарсія-Рулфо, Дженніфер Еспосіто та Стефані Скотт.
Прем'єра фільму в Україні відбулася 26 вересня 2019 року.

## У ролях
| Актор                 | Роль           |
| --------------------- | -------------- |
| Ґері Олдмен           | Девід Грір     |
| Емілі Мортімер        | Сара Грір      |
| Оуен Тіг              | Томмі          |
| Мануель Гарсіа-Рульфо | Майк Ніл       |
| Дженніфер Еспосіто    | Лідія Кларксон |
| Стефані Скотт         | Ліндсі Грір    |
| Хлоя Перрін           | Мері Грір      |

## Виробництво
У червні 2016 року було оголошено, що Ентоні Ясвінскі написав сценарій для фільму, продюсером якого став Таккер Тулі. У вересні 2017 року було оголошено, що до акторського складу приєдналися Ґері Олдмен, Емілі Мортімер, Овен Тіг, Мануель Гарсія-Рулфо, Стефані Скотт та Хлоя Перрін, а Майкл Гої став режисером стрічки. У серпні 2018 року роль отримала Дженніфер Еспосіто.

## Випуск
У липні 2019 року RLJE Films придбала права на розповсюдження фільму у США та встановила дату релізу на 11 жовтня 2019 року. Прем'єра в Україні — 26 вересня 2019 року.